# Ngọc Trạo, Bỉm Sơn
Ngọc Trạo là một phường thuộc thị xã Bỉm Sơn, tỉnh Thanh Hóa, Việt Nam.
Phường có diện tích 2,72 km², dân số năm 1999 là 7.027 người, mật độ dân số đạt 2.583 người/km².